# Clivina californica
Clivina californica är en skalbaggsart som beskrevs av Vandyke. Clivina californica ingår i släktet Clivina och familjen jordlöpare. Inga underarter finns listade i Catalogue of Life.